# Brutal death metal
El brutal death metal (o simplemente llamado brutal death), es un subgénero musical del death metal, a menudo conocido como el más pesado, fuerte y rápido de la música en general.

## Características
El brutal death metal posee características musicales distintivas que lo separan de otras variantes del death metal. Su instrumentación y composición se definen por los siguientes elementos:
Batería: Es el pilar rítmico del género. Se caracteriza por su velocidad y potencia extremas, con un uso predominante y casi constante de técnicas como el blast beat para crear una atmósfera de caos controlado y agresión incesante. El uso del doble bombo o doble pedal es fundamental para generar una base rítmica contundente y veloz.
Guitarras: Utilizan afinaciones considerablemente más bajas que la estándar (drop tunings), empleando a menudo guitarras de siete cuerdas o barítonas para lograr un sonido grave, denso y altamente distorsionado. Esta técnica es la que produce el característico "muro de sonido" o "zumbido" del género. Los riffs son típicamente complejos, rápidos y basados en el palm muting, aunque frecuentemente se intercalan con armónicos artificiales (pinch harmonics) o notas agudas disonantes que añaden un contraste estridente y caótico.
Bajo: A diferencia de otros géneros de metal donde puede tener un rol melódico, aquí el bajo cumple una función principalmente rítmica. Generalmente, se sincroniza con las guitarras y, de forma muy marcada, con el patrón del doble bombo de la batería, aportando mayor peso y profundidad al conjunto.
Voz: Las vocales son exclusivamente guturales y extremadamente graves (técnica conocida como death growl). Estas se ejecutan desde el diafragma para conseguir un tono profundo e inhumano. En ocasiones, se alternan con gritos más agudos y desgarrados (shrieks), lo que aumenta la variedad y la sensación de brutalidad.
Estructura y Temática: Las estructuras de las canciones suelen ser complejas y poco convencionales, con cambios de ritmo abruptos. Las letras se centran explícitamente en temas como el gore, la mutilación, la patología, la perversión y críticas sociales extremas, buscando impactar a través de su crudeza.
Influencias Adicionales: A pesar de su enfoque en la brutalidad, el género a menudo incorpora una notable complejidad técnica. Es común encontrar influencias del jazz fusión en las líneas de bajo más elaboradas y en los patrones de batería no lineales, con un nivel de ejecución que requiere gran destreza por parte de los músicos.

## Bandas notables
- Cryptopsy - Canadá
- Cannibal Corpse - Estados Unidos
- Suffocation - Estados Unidos
- Dying Fetus - Estados Unidos
- Deeds of Flesh - Estados Unidos
- Devourment - Estados Unidos
- Skinless - Estados Unidos
- Nile - Estados Unidos
- Defeated Sanity - Alemania
- Wormed - España
- Malignancy - Estados Unidos
- Kronos - Francia